# エリッヒ・ポント
エリッヒ・ポント（Erich Ponto、1884年12月14日 - 1957年2月14日）は、ドイツの俳優。

## 出演作品
- 第三の男（ビンケル医師）
- 題名のない映画